# کاوناگو دآددا
کاوناگو دآددا (به ایتالیایی: Cavenago d'Adda) یک کومونه در ایتالیا است که در استان لودی واقع شده‌است.

## خصوصیات
کاوناگو دآددا ۱۶٫۲ کیلومترمربع مساحت و ۲٬۲۰۰ نفر جمعیت دارد.